# دارهوبة (بعدان)

تعديل مصدري - تعديل

دارهوبة محلة تابعة لقرية الدعيس، التابعة لعزلة الدعيس بمديرية بعدان إحدى مديريات محافظة إب في الجمهورية اليمنية، بلغ تعداد سكانها 90 حسب تعداد اليمن لعام 2004.